# HMS Shannon (1806)
«Шаннон» (англ. HMS Shannon) — 38-пушечный фрегат Королевского флота типа Leda. Спущен на воду в 1806 году, участвовал в Наполеоновских войнах и Англо-американской войне 1812 года. 1 июня 1813 года в кровопролитном сражении захватил фрегат ВМС США «Чесапик».

## Служба

### Строительство и ввод в эксплуатацию
Адмиралтейство выдало заказ на строительство корабля 24 октября 1803 года. Фрегат был заложен в Фриндсбери, графство Кент, под руководством Джозии и Томаса Бриндли в августе 1804 года. 5 мая 1806 года «Шаннон» была спущена на воду и отправлена на Чатемскую верфь для достройки. В июне 1806 года командование кораблём принял капитан Филип Брок, который был переведён с 32-пушечного фрегата «Друид». Строительство «Шаннон» завершилось в августе 1806 года.

### Европа
«Шаннон» немедленно приступила к активной службе. Фрегат входил в состав эскадры командора Оуэна, которая блокировала французский порт Булонь. 8 октября 1806 года фрегат принял участие в обстреле города ракетами Конгрива.
Следующим назначением стала в 1807 году защита совместно с фрегатом «Мелеагр» китового промысла у берегов Гренландии. Несмотря на выход 7 мая 1807 года к ледовым полям, корабли смогли к 17 июня пробиться к южному побережью Западного Шпицбергена. Они нанесли на карту залив Магдалена на 80° северной широты. Кораблям удалось достичь широты 80° 6', прежде чем лёд их окончательно остановил. После этого «Шаннон» и «Мелеагр» повернули на запад и 23 июля достигли побережья Гренландии. Впоследствии один из островов у восточного побережья Гренландии был назван в честь фрегата «Шаннон». Раннюю осень 1807 года «Шаннон» провела, занимаясь крейсерством в районе Шетландских островов. К концу сентября фрегат вернулся в Ярмут, закончив патрулирование Северного моря из Даунса. 28 сентября корабль прибыл в Спитхед для ремонта.
К концу 1807 года Франция вторглась в Португалию, и «Шаннон» присоединилась к экспедиции Сэмьюэла Худа на Мадейру. Британцы без единого выстрела захватили остров. Затем «Шаннон» сопровождала транспорты вместе с флотом, возвращавшимися обратно в Англию. На родину они прибыли 7 февраля 1808 года. «Шаннон» отправилась в Плимут. Новым приказом фрегату предписывалось патрулировать Ла-Манш.
24 февраля 1808 года «Шаннон» захватила Sally. 20 июля «Шаннон» совместно со шлюпом «Суринам» и шхуной «Эклер» захватили Comet. Затем 21 августа «Шаннон» совместно с «Суринамом» и «Мартиалом» захватили Espoir.
1809 год фрегат провёл в составе Флота Канала. 27 января «Шаннон» захватила французский 14-пушечный каперский куттер Pommereuil. Брок отправил приз в Плимут. 30 июня «Шаннон» захватила Furet.
1 июня 1811 года «Шаннон» вернулась в Плимут и встала в док, чтобы поменять медную обшивку корпуса. По окончании ремонта фрегат направился в Портсмут для пополнения запасов и подготовки к службе у берегов Северной Америки.

### Америка
Капитан Брок получил приказ направиться в Северную Америку в связи с ростом напряжённости между Великобританией и Соединёнными Штатами в преддверии войны 1812 года. «Шаннон» покинула Портсмут и прибыла в Галифакс 24 сентября 1811 года после 45-дневного путешествия через Атлантику.
5 июля 1812 года Брок принял командование эскадрой, состоящей из «Шаннон», линейного корабля «Африка», фрегата «Бельвидера» и фрегата «Эол». Позже к ним присоединился фрегат «Геррер». Вице-адмирал Герберт Сойер приказал начать блокаду американских портов.
16 июля Брок провёл первую успешную атаку, захватив у Санди-Хук следовавший из Нью-Йорка и 16-пушечный американский бриг «Наутилус».
Тем же вечером эскадра заметила и начала преследование фрегата «Конституция», следовавшего из Чесапикского залива в Нью-Йорк. Погоня длилась около 65 часов, в течение которых преследователям и преследуемым приходилось идти на буксире и верповаться. В конце концов, «Бельвидере» удалось подобраться на расстояние выстрела к «Конституции» во второй половине дня 17 июля, но подувший ветер оказался попутным для американского фрегата и позволил ему бежать.
Следующим заданием для «Шаннон» стало сопровождение конвоя с Ямайки в Великобританию, на перехват которого вышла американская эскадра под командованием командора Джона Роджерса. «Шаннон» сопроводила конвой благополучно до Большой Ньюфаундлендской банки, после чего вернулась к американскому побережью. Здесь Броку удалось отбить бриг Planter, который был захвачен американским капером «Атлас» 3 августа.
20 сентября 1812 года «Шаннон» прибыла в Галифакс для пополнения провизии. В это время пост главнокомандующего Североамериканской и Вест-Индской станцией занял Джон Уоррен. По его приказу «Шаннон» и шхуна «Брим» отправились на выручку команды фрегата «Барбадос», потерпевшему крушение у острова Сейбл. Выполняя это задание, «Шаннон» 11 октября встретила и впоследствии захватила вражескую каперскую шхуну «Вили Рейнард», которую доставила в Галифакс.
31 октября, когда «Шаннон» осуществляла совместное с фрегатами «Тенедос», «Нимфа» и «Кроншнеп» патрулирование, Брок захватил американский каперскимй бриг «Торн». Бриг был вооружён восемнадцатью длинными 9-фунтовыми орудиями и имел экипаж 140 человек. Этот корабль впервые вышел в море из Марблхеда за три недели до того. Отправленный в Галифакс с призовой командой, «Торн» был впоследствии куплен и переименован в каперский бриг Новой Шотландии «Сэр Джон Шербрук».
Зимой 1812 года Джон Уоррен находился на Бермудских островах. Он оставил Брока командующим эскадрами Королевского флота, действовавшими у побережья Новой Шотландии, Нью-Брансуика и Новой Англии. В декабре Брок вернулся на «Шаннон» и сопровождал конвой в Великобританию до половины пути через Атлантику, вернувшись в Северную Америку от Азорских островов.
31 января 1813 года «Шаннон» отбила судно «Геба», которое американский капер «Дельфин» захватил шестью днями ранее в упорном двухчасовом бою.
В 1813 на станцию на борту 74-пушечного линейного корабля «Доблестный» прибыл капитан Оливер, который принял командование от капитана Брока. Брок продолжал патрулирование со своей эскадрой, пока «Шаннон» и «Тенедос» не отделились от остальных кораблей во время шторма. Они направились в Бостон, прибыв к городу 2 апреля. Проведя наблюдение за портом, они вернулись к своей эскадре и сообщили о присутствии американских фрегатов «Конгресс», «Президент» и «Конституция». В их отсутствие в гавань через восточный канал вошёл фрегат «Чесапик».
Капитан Капел на борту линейного корабля Hogue приказал «Шаннон» и «Тенедосу» продолжить наблюдение за портом с близкого расстояния, в то время как остальная часть эскадры продолжила наблюдение в отдалении. 16 мая «Шаннон» и «Тенедос» начали преследование большого корабля под флагом США и заставили его сесть на мель возле мыса Кейп-Энн. «Шаннон» встала на якорь рядом и произвела несколько выстрелов, чтобы разогнать приблизившихся к кораблю ополченцев. Лейтенант Джордж Уотт с фрегата «Шаннон» сумел без повреждений снять корабль с мели и отвести от берега. Это был французский 16-пушечный корвет «Непобедимый», первоначально носивший название «Непобедимый Наполеон».
25 марта «Шаннон» принял с «Тенедоса» запасы воды и провизии, после чего второй фрегат отбыл с приказом вернуться 14 июня.
Капитан Брок намеревался одержать победу над одним из американских «суперфрегатов», ранее одерживавших победы над более слабыми кораблями Королевского флота. Для этого он решил вызвать американцев на морскую дуэль. Но «Президент» уже выскользнул из бостонской гавани под покровом тумана и избежал встречи с британцами. «Конституция» находилась на капитальном ремонте и в обозримом будущем в море выходить не могла. Оставался «Чесапик», которому Брок и направил несколько устных и последний письменный вызов (который достиг Бостона уже после выхода американского фрегата в море).
Американским кораблём командовал капитан Джеймс Лоуренс. Он направился навстречу с «Шаннон» как только подул благоприятный ветер. Корабли встретились в 18:30 1 июня 1813 года в 20 милях к востоку от Бостонского маяка, между Кейп-Энн и Кейп-Код. В завязавшейся перестрелке «Чесапик» получил тяжёлые повреждения, потерял ход и врезался в «Шаннон» кормой. Лоуренс был смертельно ранен и спущен в трюм. Британские моряки взяли «Чесапик» на абордаж. Всё сражение заняло, по разным оценкам, от 10 до 15 минут, но оказалось чрезвычайно кровавым: с обеих сторон погибло и было ранено 226 человек. Брок, возглавивший абордажную партию, получил рассечение черепа и едва выжил.
«Чесапик» взяла под контроль призовая команда. В сопровождении «Шаннон» он был доставлен в Галифакс 6 июня. Здесь американскую команду поместили под стражу, а «Чесапик» отправили в Великобританию, где после ремонта он вошёл в состав Королевского флота.
«Шаннон» 5 сентября сделала короткий выход в море под командованием капитана Тихауза, подменившего раненого Брока. 4 октября фрегат отправился домой и прибыл в Портсмут 2 ноября. За успешные действия у берегов Северной Америки лейтенанты Уоллис и Фолкинер получили звание командоров, а матросы Этоф и Смит стали лейтенантами. В сентябре того же года капитан Брок был удостоен титула баронета, но на «Шаннон» он уже не вернулся.

## Дальнейшая служба

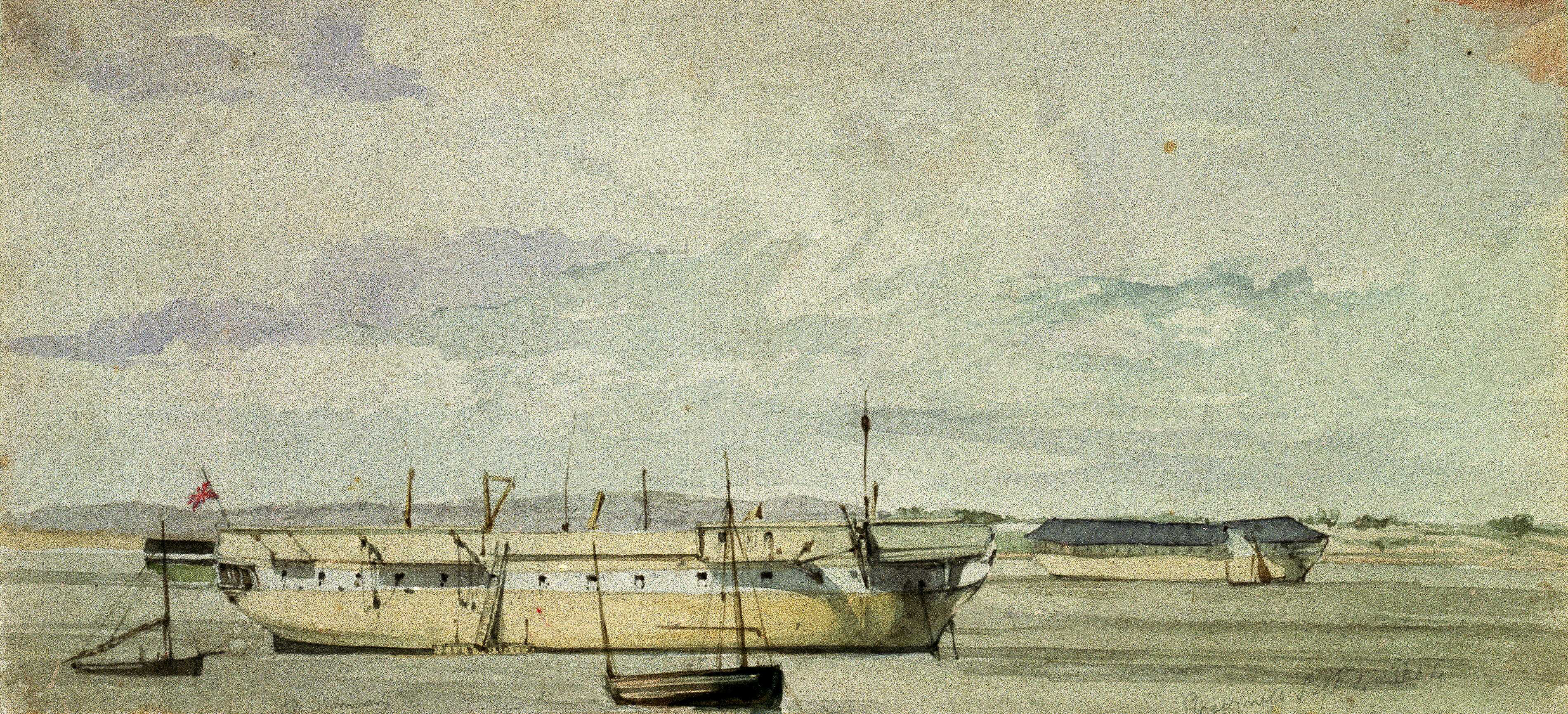
«Шаннон» в качестве блокшива в Ширнессе, 4 сентября 1844 года

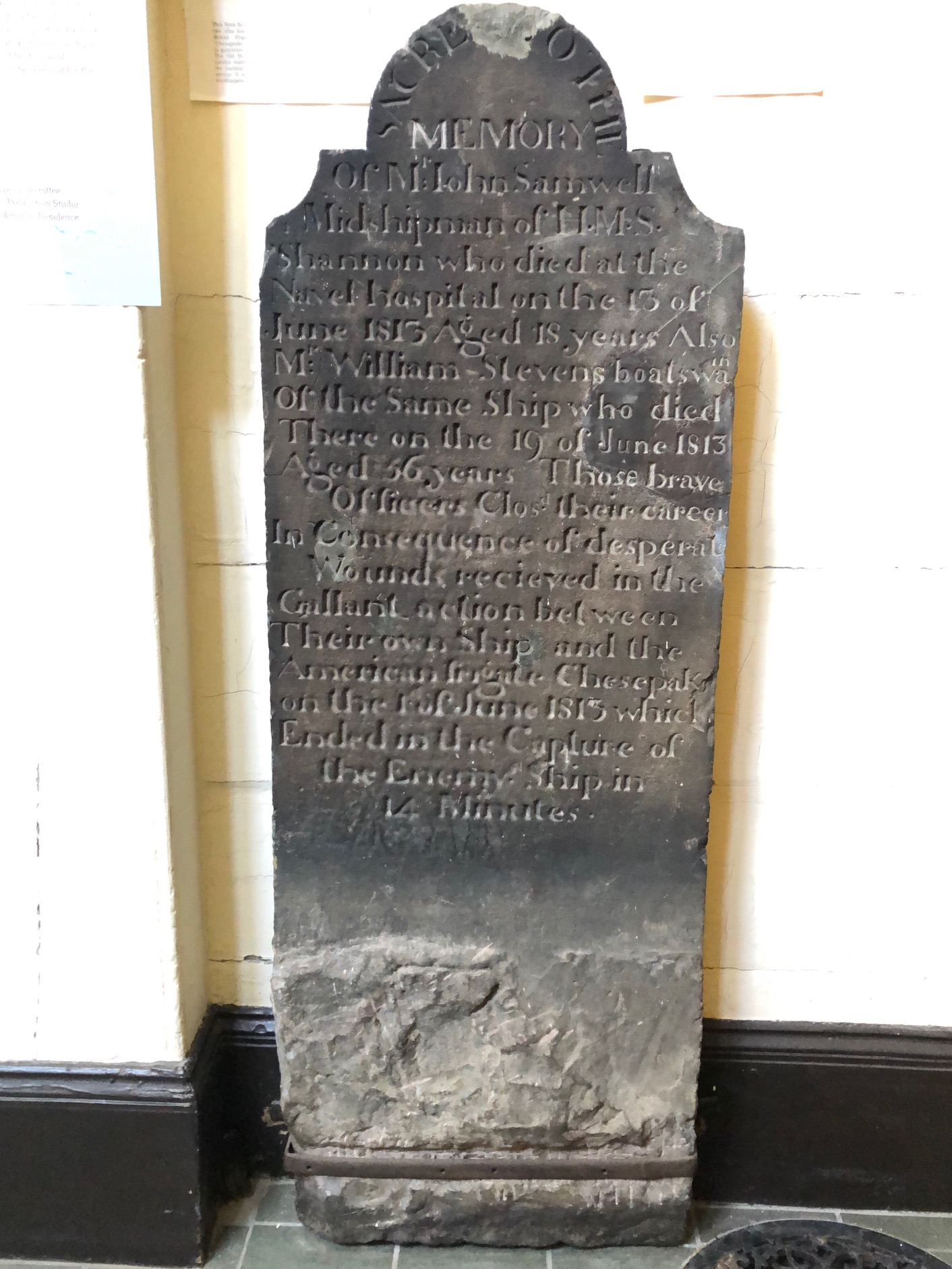
Надгробие двух членов экипажа фрегата «Шаннон», 1813 год. Церковь Святого Павла, Галифакс (Новая Шотландия).

В июне 1813 года командование кораблём принял Хамфри Сенхаус. В 1814—1815 года «Шаннон» находилась в резерве в Портсмуте.
В период с июля 1815 года по март 1817 года фрегат находился в Чатеме на капитальном ремонте, который обошёлся в 26 328 фунтов стерлингов. После ремонта фрегат вернулся в резерв. В период с мая по июль 1826 года он прошёл небольшой ремонт стоимостью 4 969 фунтов стерлингов. С августа по декабрь 1828 года «Шаннон» оснастили для выхода в море, что обошлось ещё в 14 746 фунтов стерлингов. В сентябре командование кораблём принял капитан Бенджамин Клемент и оставался в этом качестве до 1830 года.
В 1831 году «Шаннон» переделали в блокшив и поставили на якорь в Ширнессе. 11 марта 1844 года корабль был переименован в «Сент-Лоуренс». В конце концов, его отправили на слом в Чатем и разобрали 12 ноября 1859 года.

## Память
- Могилы моряков «Шаннон» отмечены на кладбище Королевской военно-морской верфи в Галифаксе и у городской церкви Святого Павла (в то время — соборе англиканской епархии Новой Шотландии). В 1927 году в Галифаксе была установлена доска в память о сражении «Шаннон» и «Чесапика», её можно увидеть в парке Пойнт-Плезант[13]. Колокол «Шаннон» выставлен в Морском музее Атлантики в Галифаксе в экспозиции, посвящённой сражению с «Чесапиком». Здесь же находятся сундук хирурга и котелок с американского фрегата[14]. Пушка, считающаяся принадлежностью «Шаннон», выставлена у северной стороны Провинс-Хауз, законодательного собрания Новой Шотландии.
- В честь фрегата «Шаннон» назван  Шаннон-Парк в Новой Шотландии.
- Поскольку Прово Уоллис в течение шести дней исполнял обязанности капитана «Шаннон», он оказался старше многих офицеров, бывших лейтенантами в Королевском флоте эпохи Наполеоновских войн. Это преимущество в сочетании с долголетием, в конечном итоге, привело его к званию адмирала флота.
- Художественное описание захвата фрегата «Чесапик» приведено в книге Патрика О'Брайана The Fortune of War.
- На специальной канадской серебряной 10-долларовой монете, посвященной 200-летию войны 1812 года, изображён фрегат «Шаннон».
- Брок-Инлет и река Шаннон в юго-западной части Западной Австралии, названы в честь капитана и корабля, соответственно. В память о сражении названы Чесапик-роуд в национальном парке «Шаннон» и сам парк.

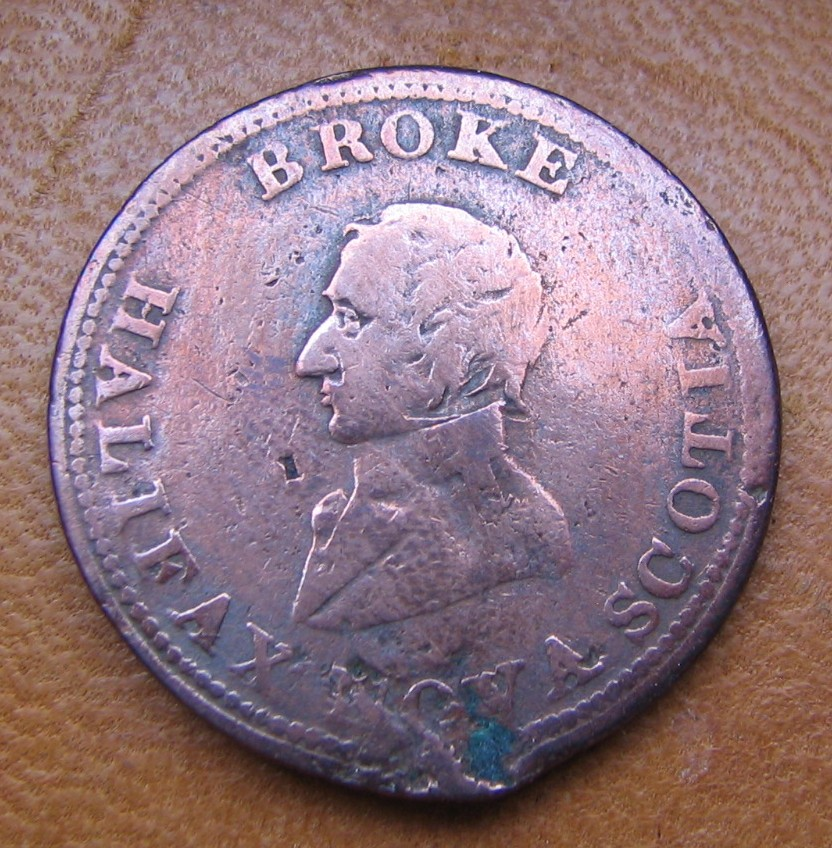
Медная монета, отчеканенная в Галифаксе в честь победы Филипа Брока

Сражению «Шаннон» с «Чесапиком» посвящена народная британская баллада The Chesapeake and the Shannon.
- В июле 2012 года Королевский монетный двор Канады выпустил памятную биметаллическую монету номиналом 2 доллара в честь фрегата «Шаннон»[15].